# Liste der Monuments historiques in Tresses
Die Liste der Monuments historiques in Tresses führt die Monuments historiques in der französischen Gemeinde Tresses auf.

## Liste der Bauwerke
| Bezeichnung      | Beschreibung              | Standort | Kennzeichnung | Schutzstatus | Datum | Bild |
| ---------------- | ------------------------- | -------- | ------------- | ------------ | ----- | ---- |
| Kirche St-Pierre | Erbaut im 13. Jahrhundert | (Lage)   | PA00083854    | Classé       | 1964  |      |

## Liste der Objekte
| Bezeichnung                 | Beschreibung    | Standort                       | Kennzeichnung | Schutzstatus | Datum | Bild |
| --------------------------- | --------------- | ------------------------------ | ------------- | ------------ | ----- | ---- |
| Weihwasserbecken            | Stein, 1609     | in der Kirche St-Pierre (Lage) | PM33000837    | Classé       | 1908  |      |
| Gemälde Christus am Kreuz   | 17. Jahrhundert | in der Kirche St-Pierre (Lage) | PM33000839    | Classé       | 1965  |      |
| Skulptur Madonna mit Kind   | Stein, um 1400  | in der Kirche St-Pierre (Lage) | PM33000838    | Classé       | 1952  |      |
| Gemälde Anbetung der Hirten | 17. Jahrhundert | in der Kirche St-Pierre (Lage) | PM33000840    | Classé       | 1965  |      |